# Under the Influence
Under the Influence är ett musikalbum av den brittiska rockgruppen Status Quo.

## Låtlista
1. Twenty Wild Horses (Rossi/Frost) 5:00
2. Under the Influence (Rossi/Frost) 4:03
3. Round and Round (Bown/Edwards) 3:25
4. Shine on (Parfitt/Edwards) 4:49
5. Little White Lies (Parfitt) 4:20
6. Keep ‘em Coming (Bown) 3:26
7. Little Me and You (Bown) 3:49
8. Making Waves (Rossi/Frost) 3:56
9. Blessed Are the Meek (Rossi/Frost) 4:19
10. Roll the Dice (Rossi/Frost) 4:05
11. Not Fade Away (Petty/Hardin) 3:09
12. The Way It Goes (Rossi/Frost) 4:02